# Ајубидски владари
Династија Ајубида владала је територијама Блиског истока и северне Африке током 12. и 13. века. Следи списак ајубидских владара:

## Владари Египта
- Саладин (1174—1193)
- Ел Азиз Утман (1193—1198)
- Ел Мансур Назир ел Дин Мухамед (1198—1200)
- Малик ел Адил (1200—1218)
- Малик ел Камил (1218—1238)
- Ел Адил II (1238—1240)
- Ејуб (1240—1249)
- Тураншах (1249—1250)
- Ел Ашраф Муса (1250—1259)

## Султани и емири Дамаска
- Саладин (1174—1193)
- Ел Афдал ибн Салах ел Дин (1193—1196)
- Малик ел Адил (1196—1218)
- Муазам (1218—1227)
- Ел Назир Давуд (1227—1229)
- Ел Ашраф Муса (1229—1237)
- Ел Салих Исмаил (1237—1238)
- Малик ел Камил (1238)
- Ел Адил II (1238—1239)
- Ејуб (1239)
- Ел Салих Исмаил (други пут) (1239—1245)
- Ејуб (други пут) (1245—1249)
- Тураншах (1249—1250)
- Ел Назир Јусуф (1250—1260)

## Емири Алепа
- Саладин (1183—1193)
- Ел Захир Гази (1193—1216)
- Ел Азиз Мухамед (1216—1236)
- Ел Назир Јусуф (1236—1260)

## Емири Баалбека
- Туран-Шах (1179)
- Фарук Шах (1179—1182)
- Бахрамшах (1182—1230)

## Емири Хамаха
- Ел Музафир Умар (1178—1191)
- Ел Мансур Мухамед (1191—1221)
- Ел Назир Килиџ Арслан (1221—1229)
- Ел Музафир Махмуд (1229—1244)
- Ел Мансур Мухамед II (1244—1284)
- Ел Музафир Махмуд II (1284—1300)
- Ел Муајад Абу ел Фида (1310—1331)
- Ел Афдал Мухамед (1331—1342)

## Емири Химса
- Мухамед ибн Ширку (1178—1186)
- Ел Муџајид Ширку (1186—1240)
- Ел Мансур Ибрахим (1240—1246)
- Ел Ашраф Муса (1248—1263)

## Емири Хасанхеифа
- Ејуб (1232—1239)
- Тураншах (1239—1249)
- Ел Авхад (1249—1283)

## Емири Керака
- Ел Назир Давуд (1229—1249)
- Ел Мугит Умар (1249—1263)

## Емири Месопотамије
- Саладин (1185—1193)
- Малик ел Адил (1193—1200)
- Ел Авхад Ејуб (1200—1210)
- Ел Ашраф Муса (1210—1220)
- Ел Музафир Гази (1220—1245)

## Емири Јемена и Хиџаза
- Туран-Шах (1173—1181)
- Саиф ел Ислам Ејуб (1181—1197)
- Муиз ел Дин Исмаил (1197—1202)
- Ен Назир Ејуб (1202—1214)
- Ел Музафир Сулејман (1214—1215)
- Ел Масуд Јусуф (1215—1229)